# Khúc côn cầu trên cỏ tại Đại hội Thể thao châu Á 1998
Nội dung thi đấu Khúc côn cầu trên cỏ đã được tranh tài tại Đại hội Thể thao châu Á 1998 ở Bangkok, Thái Lan. Đội tuyển dành chiến thắng sẽ có quyền tham dự tại Thế vận hội Mùa hè 2000.

## Danh sách huy chương
| Nội dung | Vàng | Bạc | Đồng |
| -------- | --- | --- | --- |
| Nam      | Ấn Độ · Anil Alexander Aldrin · Ashish Ballal · Lazarus Barla · Sameer Dad · Baljit Singh Dhillon · Mukesh Kumar · Dhanraj Pillay · L. Prabhakaran · Mohammed Riaz · Baljit Singh Saini · Ramandeep Singh · Sandeep Somesh · A. B. Subbaiah · Dilip Tirkey · Thirumal Valavan · Sabu Varkey | Hàn Quốc · Cho Myung-jun · Han Beung-kook · Hong Kyung-suep · Jeong Yong-kyun · Jung Jin-dong · Kang Keon-wook · Kim Jung-chul · Kim Yong-bae · Kim Young-kyu · Ko Dong-sik · Koo Jin-soo · Lim Jung-woo · Park Shin-heum · Song Seung-tae · Yeo Woon-kon · Yoo Moon-ki | Pakistan · Sohail Abbas · Babar Abdullah · Anis Ahmed · Waseem Ahmed · Ahmed Alam · Atif Bashir · Haider Hussain · Tariq Imran · Naveed Iqbal · Muhammad Nadeem · Muhammad Qasim · Asad Qureshi · Amir Salim · Muhammad Sarwar · Imran Yousuf · Irfan Yousuf |
| Nữ       | Hàn Quốc · Cho Bo-ra · Choi Kwan-sook · Choi Mi-soon · Kim Eun-jin · Kim Mi-hyun · Kim Myung-ok · Kim Seong-eun · Kim Soo-jung · Kim Tae-seon · Ko Soon-ja · Lee Eun-young · Lee Sun-hwa · Oh Seung-shin · Park Yong-sook · Woo Hyun-jung · Yoo Hee-joo                                     | Ấn Độ · Tingonleima Chanu · Kamla Dalal · Sunita Dalal · Suraj Lata Devi · Sita Gussain · Amandeep Kaur · Manjinder Kaur · Sandeep Kaur · Surinder Kaur · Nidhi Khullar · Jyoti Sunita Kullu · Helen Mary · Neha Singh · Pritam Rani Siwach · Maristella Tirkey         | Trung Quốc · Cai Xuemei · Chen Hong · Chen Jing · Chen Zhaoxia · Cheng Hui · Ding Hongping · Fu Baorong · Huang Junxia · Li Shuang · Liu Lijie · Long Fengyu · Nie Yali · Qin Limei · Tang Chunling · Wang Jiuyan · Yang Huiping                             |

## Giải đấu Nam

### Vòng bảng

#### Bảng A
| VT | Đội          | ST | T | H | B | BT | BB | HS  | Đ  | Giành quyền tham dự |
| -- | ------------ | -- | - | - | - | -- | -- | --- | -- | ------------------- |
| 1  | Pakistan     | 4  | 3 | 1 | 0 | 16 | 2  | +14 | 10 | Bán kết             |
| 2  | Nhật Bản     | 4  | 2 | 2 | 0 | 17 | 4  | +13 | 8  | Bán kết             |
| 3  | Malaysia     | 4  | 2 | 1 | 1 | 16 | 3  | +13 | 7  |                     |
| 4  | Hồng Kông    | 4  | 1 | 0 | 3 | 6  | 21 | −15 | 3  |                     |
| 5  | Thái Lan (H) | 4  | 0 | 0 | 4 | 0  | 25 | −25 | 0  |                     |

#### Bảng B
| VT | Đội        | ST | T | H | B | BT | BB | HS  | Đ  | Giành quyền tham dự |
| -- | ---------- | -- | - | - | - | -- | -- | --- | -- | ------------------- |
| 1  | Ấn Độ      | 4  | 4 | 0 | 0 | 20 | 2  | +18 | 12 | Bán kết             |
| 2  | Hàn Quốc   | 4  | 3 | 0 | 1 | 29 | 3  | +26 | 9  | Bán kết             |
| 3  | Trung Quốc | 4  | 2 | 0 | 2 | 12 | 8  | +4  | 6  |                     |
| 4  | Singapore  | 4  | 0 | 1 | 3 | 2  | 25 | −23 | 1  |                     |
| 5  | Bangladesh | 4  | 0 | 1 | 3 | 1  | 26 | −25 | 1  |                     |

### Vòng tranh huy chương

#### Phân hạng 9-10
| 16 tháng 12 |

| Thái Lan | 1–3 | Bangladesh |
| -------- | --- | ---------- |
|          |     |            |

|  |

#### Phân hạng 5-8
|  | Crossover   | Crossover  |   |  | Hạng năm    | Hạng năm |  |
|  |             |            |   |  |             |          |  |
|  | 16 tháng 12 |            |   |  |             |          |  |
|  | Malaysia    | 6          |   |  |             |          |  |
|  | Singapore   | 0          |   |  |             |          |  |
|  |             |            |   |  |             |          |  |
|  |             |            |   |  | 18 tháng 12 |          |  |
|  |             |            |   |  | Malaysia    | ?        |  |
|  |             | Trung Quốc | ? |  |             |          |  |
|  |             |            |   |  |             |          |  |
|  |             |            |   |  |             |          |  |
|  |             |            |   |  |             |          |  |
|  | 16 tháng 12 |            |   |  |             |          |  |
|  | Trung Quốc  | 4          |   |  |             |          |  |
|  | Hồng Kông   | 1          |   |  |             |          |  |

#### Vòng tranh huy chương
|  | Bán kết     | Bán kết      |       |  | Chung kết   | Chung kết |  |
|  |             |              |       |  |             |           |  |
|  | 17 tháng 12 |              |       |  |             |           |  |
|  | Pakistan    | 2            |       |  |             |           |  |
|  | Hàn Quốc    | 3            |       |  |             |           |  |
|  |             |              |       |  |             |           |  |
|  |             |              |       |  | 19 tháng 12 |           |  |
|  |             |              |       |  | Hàn Quốc    | 1 (2)     |  |
|  |             | Ấn Độ (l.l.) | 1 (4) |  |             |           |  |
|  |             |              |       |  |             |           |  |
|  |             |              |       |  |             |           |  |
|  |             |              |       |  |             |           |  |
|  | 17 tháng 12 |              |       |  |             |           |  |
|  | Ấn Độ       | 3            |       |  |             |           |  |
|  | Nhật Bản    | 1            |       |  |             |           |  |

#### Bán kết
| 17 tháng 12 |

| Pakistan     | 2–3     | Hàn Quốc                                     |
| ------------ | ------- | -------------------------------------------- |
| Abbas 5', ?' | Báo cáo | Yong-gyun 18' · Woon-kon 26' · Keon-wook 32' |

|  |

| 17 tháng 12 |

| Ấn Độ                                   | 3–1     | Nhật Bản    |
| --------------------------------------- | ------- | ----------- |
| Dhillon 17' · R. Singh 29' · Pillay 50' | Báo cáo | Katayama 3' |

|  |

#### Chung kết
| 19 tháng 12 |

| Hàn Quốc      | 1–1 (h.p.) | Ấn Độ      |
| ------------- | ---------- | ---------- |
| Woon-kon 5'   | Báo cáo    | Pillay 23' |
| Loạt luân lưu |            |            |
|               | 2–4        |            |

|  |

### Bảng xếp hạng cuối cùng
| Thứ hạng | Đội tuyển  |
| -------- | ---------- |
|          | Ấn Độ      |
|          | Hàn Quốc   |
|          | Pakistan   |
| 4        | Nhật Bản   |
| 5        | Malaysia   |
| 6        | Trung Quốc |
| 7        | Singapore  |
| 8        | Hồng Kông  |
| 9        | Bangladesh |
| 10       | Thái Lan   |